# Aechmea fraudulosa
Espèce
Classification phylogénétique
Synonymes
- Aechmea blanchetii (Baker) Mez [Illégitime] ;
- Streptocalyx blanchetii Baker.

Aechmea fraudulosa est une espèce de plantes de la famille des Bromeliaceae, endémique de la forêt atlantique (mata atlântica en portugais) au Brésil.

## Dénominations
- Aechmea blanchetii (Baker) Mez [Illégitime][2] ;
- Streptocalyx blanchetii Baker[2].

## Caractéristiques
Aechmea fraudulosa est une plante épiphyte. Ses feuilles ont une longueur de plus de 50 cm, avec une épine dure à l'extrémité. Les branches, verticales, font de nombreuses fleurs. Les bractées et les racines sont rouges.

## Écologie
L'espèce est endémique de l'État de Bahia, dans la région du Nordeste, au Brésil ; elle vit principalement en milieu tropical humide, dans la forêt atlantique.

## Utilisation
Cette plante est utilisée comme décoration dans les jardins, ainsi que comme source de nourriture.